# Agrotis india
Agrotis india är en fjärilsart som beskrevs av Köhler 1961. Agrotis india ingår i släktet Agrotis och familjen nattflyn. Inga underarter finns listade i Catalogue of Life.